# تينا إنتلمان
تينا إنتلمان (مواليد 25 أغسطس 1963، تالين) (بالإستونية: Tiina Intelmann)‏ هي دبلوماسية إستونية. كانت الممثلة الدائمة لإستونيا لدى الأمم المتحدة في نيويورك في الفترة من 2005 إلى 2011، وكانت رئيسة جمعية الدول الأطراف في المحكمة الجنائية الدولية من ديسمبر 2011 حتى ديسمبر 2014.

## مسيرتها
تلقت تعليمها في جامعة لينينغراد الحكومية. في عام 1991، أصبحت دبلوماسية مع وزارة الشؤون الخارجية في إستونيا. من 1999 إلى 2002، كانت المندوبة الدائمة لإستونيا لدى منظمة الأمن والتعاون في أوروبا.  من عام 2002 إلى عام 2005، كانت إنتلمان وكيلة وزارة الخارجية للشؤون السياسية والعلاقات مع الصحافة. أصبحت المندوبة الدائمة لدى الأمم المتحدة في 30 مارس 2005. في عام 2011، انتهت فترة عملها في الأمم المتحدة وأصبحت سفيرة إستونيا لدى إسرائيل وسفير إستونيا غير المقيم في الجبل الأسود.
في 12 ديسمبر 2011، انتُخبت إنتلمان لخلافة كريستيان ويناويسر (Christian Wenaweser) كرئيسة لجمعية الدول الأطراف في المحكمة الجنائية الدولية. وهي أول امرأة ترأس جمعية الدول الأطراف في المحكمة الجنائية الدولية. وقد خلف تينا إنتلمان في رئاسة الجمعية وزير العدل السنغالي صديقي كابا.